# Lehrgeschwader 2
La Lehrgeschwader  2 (LG 2) (2e escadron d'instruction) est une unité d'instruction et de démonstration de la Luftwaffe pendant la Seconde Guerre mondiale.

## Opérations
Le LG 2 est principalement équipé d'avions Henschel Hs 123 et de Messerschmitt Bf 109D et E.

## Organisation

### Stab. Gruppe
Le Stab./LG 2 est formé le 1er novembre 1938 à Garz. 

Le 18 novembre 1939, il est renommé Stab/St.G.1.

Geschwaderkommodore (Commandant de l'escadron) :
| Début             | Fin              | Grade          | Nom            |
| ----------------- | ---------------- | -------------- | -------------- |
| 1er novembre 1938 | 18 novembre 1939 | Oberstleutnant | Eberhard Baier |

### I. (Jagd)/LG 2
Groupe de chasse ; formé le 1er novembre 1938 à Garz à partir du I./LG Greifswald avec :
- Stab I./LG 2  partir du Stab I./LG
- 1./LG 2  partir du 1./LG
- 2./LG 2  partir du 2./LG
- 3./LG 2  partir du 3./LG

Le 6 janvier 1942, le I./LG 2 est renommé I./JG 77 :
- Stab I./LG 2 devient Stab I./JG 77
- 1./LG 2 devient 1./JG 77
- 2./LG 2 devient 2./JG 77
- 3./LG 2 devient 3./JG 77

Gruppenkommandeure (Commandant de groupe) :
| Début             | Fin            | Grade     | Nom              |
| ----------------- | -------------- | --------- | ---------------- |
| 1er novembre 1938 | 18 août 1940   | Major     | Hanns Trübenbach |
| 18 août 1940      | 30 août 1940   | Hauptmann | Bernhard Mielke  |
| 30 août 1940      | 6 janvier 1942 | Hauptmann | Herbert Ihlefeld |

### II. (Schlacht)/LG 2
Groupe d'attaque au sol ; formé le 1er novembre 1938 à Tutow à partir du Schlachtfliegergruppe 10 avec :
- Stab II./LG 2 à partir du Stab/SFGr.10
- 4./LG 2 à partir du 1./SFGr.10
- 5./LG 2 à partir du 2./SFGr.10
- 6./LG 2 à partir du 3./SFGr.10

Le 13 janvier 1942, le II./LG 2 est renommé I./Schlachtgeschwader 1 avec :
- Stab II./LG 2 devient Stab I./Sch.G. 1
- 4./LG 2 devient 1./Sch.G. 1
- 5./LG 2 devient 2./Sch.G. 1
- 6./LG 2 devient 3./Sch.G. 1

Gruppenkommandeure :
| Début             | Fin               | Grade     | Nom                 |
| ----------------- | ----------------- | --------- | ------------------- |
| 1er novembre 1938 | 9 septembre 1939  | Major     | Georg Spielvogel    |
| Septembre 1939    | 1er décembre 1939 | Major     | Wolfgang Neudörffer |
| 1er décembre 1939 | 13 janvier 1942   | Hauptmann | Otto Weiss (en)     |

### III. (Aufkl.)/LG 2
Groupe de reconnaissance ; formé le 1er novembre 1938 à Jüterbog-Damm à partir du Lehr-Verband/Aufklärungsgruppe Jüterbog avec :
- Stab III./LG 2 nouvellement créé
- 7.(F)/LG 2 nouvellement créé
- 8.(F)/LG 2 nouvellement créé
- 9.(H)/LG 2 nouvellement créé

Le 24 septembre 1939, le 8.(F)/LG 2 est renommé 3./Aufklärungsgruppe ObdL et le 7.(F)/LG 2 est renommé 7.(H)/LG 2 en janvier 1942.
Le 9.(H)/LG 2 est dissous en mars 1942 et le 7.(H)/LG 2 est dissous en janvier 1943.
Stab III./LG 2
Probablement dissous le 26 août 1939.
7.(F)/LG 2
Le 1er septembre 1939, l'unité est basée à Deckenpfronn (Do 17P), en soutien à la 7. Armee.

Le 10 mai 1940 basée à Düsseldorf en soutien à la 18. Armee (Do 17P/M).

Le 22 juin 1941, elle est en soutien au Panzergruppe 1 en Russie du Sud.

En janvier 1942, elle est renommée 7.(H)/LG 2.

L'unité est rattaché au Stab/NAGr.12 (Nahaufklärungsgruppe 12) de mai à octobre 1942 et de décembre 1942 à janvier 1943 et au  Stab/NAGr.9 (Nahaufklärungsgruppe 9) en novembre 1942.

Elle fait partie des éléments du Aufklärungsgruppe Fleischmann de novembre à décembre 1942.

L'unité est dissoute en janvier 1943 après de lourdes pertes.
8.(F)/LG 2
Le 24 septembre 1939, l'unité est renommée 3./Aufklärungsgruppe ObdL.
9.(H)/LG 2
Le 1er septembre 1939, l'unité est à Scholastivkovo (Hs 126/He 46), en soutien à la 3. Panzer-Division.

Le 10 mai 1940, elle est à Krefeld toujours en soutien à la 3. Panzer-Division (Hs 126/Fw 189).

Le 22 juin 1941, elle soutient la 3. Panzer-Division (Fw 189).

En décembre 1941, elle fait mouvement sur Jüterbog-Damm, et devient une unité d'entrainement.

Dissoute en mars 1942 et absorbée par des unités d'entrainement.
Gruppenkommandeure :
| Début             | Fin          | Grade          | Nom                  |
| ----------------- | ------------ | -------------- | -------------------- |
| 1er novembre 1938 | 14 mars 1939 | Major          | Kurt Kleinrath       |
| 14 mars 1939      | 1er mai 1939 | Oberstleutnant | Radeke               |
| 1er mai 1939      | 26 août 1939 | Oberstleutnant | Günther Lohmann (de) |

### 10. (See)/LG 2
Unité de patrouille maritime ; formée le 1er novembre 1938 à Travemünde.

Le 1er septembre 1939, il est basé à Kiel-Holtenau équipé de Dornier Do 18.

L'unité est probablement dissoute en octobre 1939.
Reformé en mars 1941 à Krainici en tant que 10. (Sch)/LG 2 équipé de Henschel Hs 123. L'unité est rattaché au II./LG 2, et utilise les mêmes bases aériennes.

Le 13 janvier 1942, il est renommé 8./Sch.G.1.

### 11. (Nacht)/LG 2
Escadrille de chasse de nuit ; formée le 1er août 1939 à Greifswald (sous le commandement de l'Oberleutnant Johannes Steinhoff), équipés d'avions Arado Ar 68 et Messerschmitt Bf 109. Le 1er septembre 1939, l'unité fait mouvement sur Bonn-Hangelar et est renommé 10.(N)/JG 26.

### Ergänzungsstaffel (Schlacht)/LG 2
Unité d'écolage ; formée en octobre 1940 à Tutow.

Le 13 janvier 1942, il est renommé Ergänzungsstaffel/Sch.G.1.